# 1917 w filmie
Wydarzenia filmowe w 1917 roku.

## Wydarzenia
- 17 czerwca - Charlie Chaplin zawarł z First National tzw. milionowy kontrakt (roczne honorarium 1,0 mln $ - najwyżej opłacana gwiazda filmowa świata).

## Premiery

### Filmy polskie
- 5 stycznia – Bestia
- 25 lutego – Tajemnica Alei Ujazdowskich
- 1 maja – Arabella
- 12 czerwca – Pokój nr 13
- 28 września – Jego ostatni czyn
- październik – Carat i jego sługi
- 20 grudnia – Kobieta
- Topiel

### Filmy zagraniczne

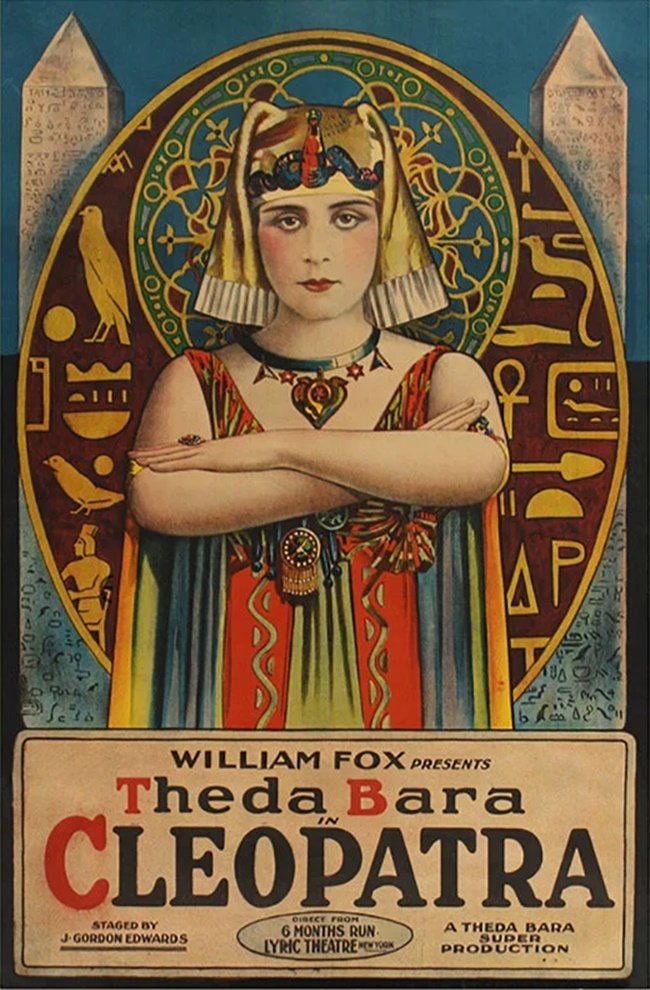
Plakat filmu Kleopatra

- styczeń – Duch siedemdziesiątego szóstego roku (The Spirit of '76, Stany Zjednoczone) - reżyseria: George Siegmann, wykonawcy: Adda Gleason, Howard Gaye, George Chesebro.
- 29 stycznia Terje Vigen (Szwecja) – reżyseria: Victor Sjöström, scenariusz: Gustaf Molander, wykonawcy: Victor Sjöström, Bergliot Husberg, August Falck, Edith Erastoff.
- 14 października - Kleopatra (Cleopatra, Stany Zjednoczone) - reżyseria: J. Gordon Edwards, wykonawcy: Theda Bara.
- 11 listopada – Mała księżniczka (The Little Princess, Stany Zjednoczone) – reżyseria: Marshall Neilan, wykonawcy: Mary Pickford, Norman Kerry, ZaSu Pitts.

## Urodzili się
- 1 stycznia – Erwin Axer, reżyser i scenarzysta (zm. 2012)
- 2 stycznia – Vera Zorina, tancerka i aktorka (zm. 2003)
- 5 stycznia – Jane Wyman, aktorka (zm. 2007)
- 10 stycznia – Hilde Krahl, aktorka (zm. 1999)
- 24 stycznia – Ernest Borgnine, aktor (zm. 2012)
- 6 lutego – Zsa Zsa Gabor, amerykańska aktorka (zm. 2016)
- 21 lutego – Lucille Bremer, aktorka (zm. 1996)
- 1 marca – Dinah Shore, piosenkarka, aktorka, prezenterka telewizyjna (zm. 1994)
- 8 marca – Hanna Skarżanka, polska aktorka (zm. 1992)
- 12 marca – Googie Withers, aktorka (zm. 2011)
- 22 marca – Virginia Grey, aktorka (zm. 2004)
- 9 kwietnia - Brad Dexter, aktor (zm. 2002)
- 14 kwietnia – Valerie Hobson, aktorka (zm. 1998)
- 1 maja – Danielle Darrieux, aktorka (zm. 2017)
- 10 maja – Margo, aktorka (zm. 1985)
- 16 maja - George Gaynes, aktor (zm. 2016)
- 21 maja – Raymond Burr, aktor (zm. 1993)
- 25 maja – Steve Cochran, aktor (zm. 1965)
- 7 czerwca – Dean Martin, piosenkarz, aktor (zm. 1995)
- 20 czerwca – Igor Śmiałowski, polski aktor (zm. 2006)
- 21 czerwca – Wanda Bartówna, polska aktorka (zm. 1980)
- 30 czerwca – Lena Horne, piosenkarka, aktorka (zm. 2010)
- 30 czerwca – Susan Hayward, aktorka (zm. 1975)
- 17 lipca – Phyllis Diller, aktorka (zm. 2012)
- 26 lipca – Lorna Gray, aktorka
- 6 sierpnia – Robert Mitchum, aktor (zm. 1997)
- 8 sierpnia – Earl Cameron, aktor
- 20 sierpnia – Halina Bujalska, śpiewaczka i aktorka (zm. 1986)
- 25 sierpnia – Mel Ferrer, aktor (zm. 2008)
- 11 września – Herbert Lom, aktor (zm. 2012)
- 7 października – June Allyson, aktorka (zm. 2006)
- 7 października – Helmut Dantine, aktor (zm. 1982)
- 16 października – Wanda Wertenstein, polska krytyczka filmowa, scenarzystka, reżyserka (zm. 2003)
- 17 października – Alice Pearce, aktorka (zm. 1966)
- 17 października – Marsha Hunt, amerykańska aktorka
- 22 października – Joan Fontaine, aktorka (zm. 2013)
- 2 listopada – Ann Rutherford, aktorka (zm. 2012)
- 4 listopada – Virginia Field, aktorka (zm. 1992)
- 7 grudnia – Hurd Hatfield, aktor (zm. 1998)
- 22 grudnia – Frankie Darro, aktor (zm. 1976)